# مسجد ملك
مسجد ملك (بالفارسية: جامع ملک) هو مسجد تاريخي يقع في كرمان. بني المسجد في عهد توران شاه الأول، الدولة السلجوقية في القرن الحادي عشر. هذا المسجد هو أكبر وأقدم مسجد في كرمان.
يبلغ عمر المسجد ألف عام ويقع حاليًا في الجزء الجنوبي من منطقة بازار كرمان التاريخي. تم تسجيله كأحد المعالم الوطنية لإيران في 6 أكتوبر 1967 برقم تسجيل 760.

## معرض الصور

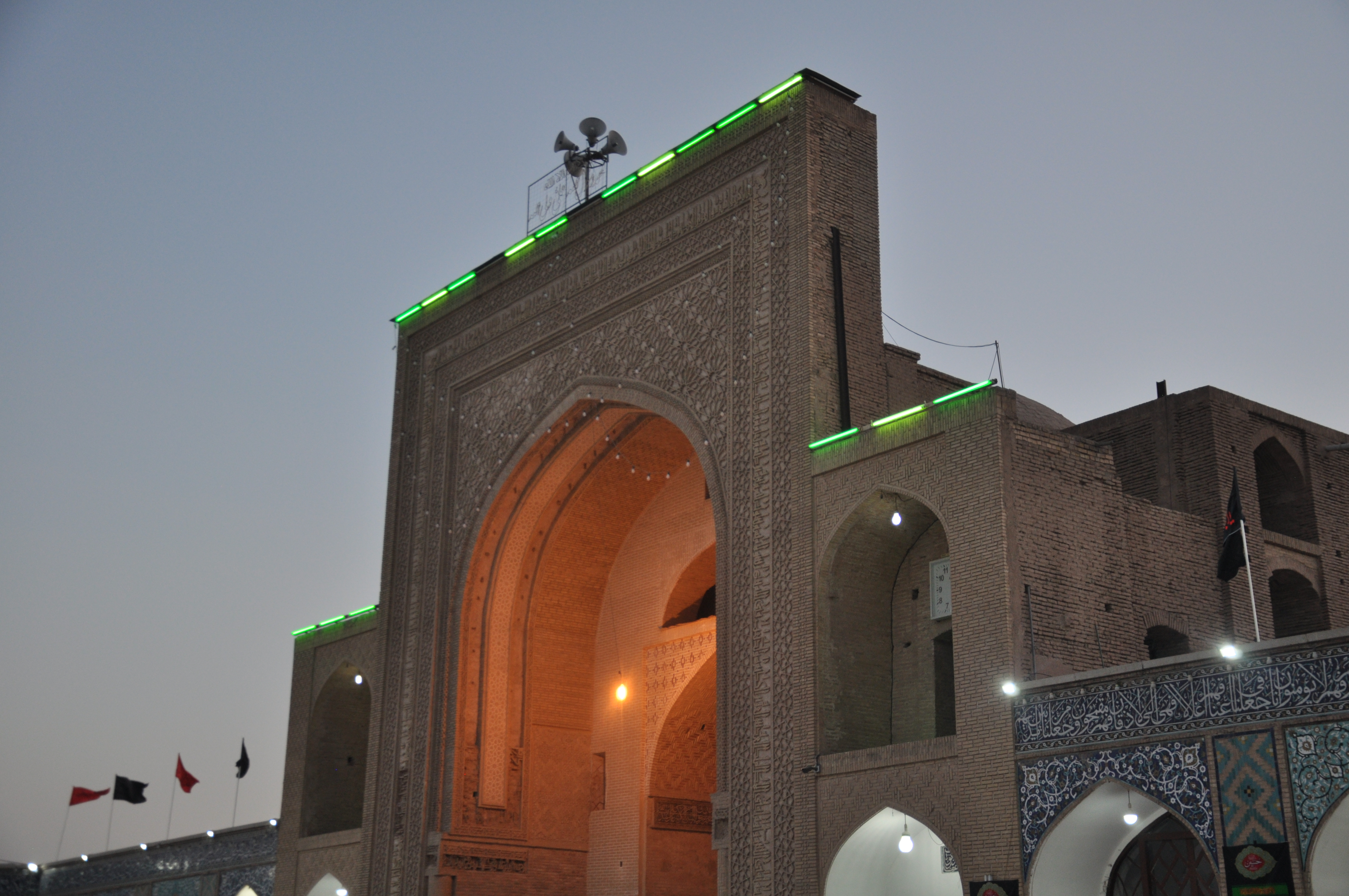
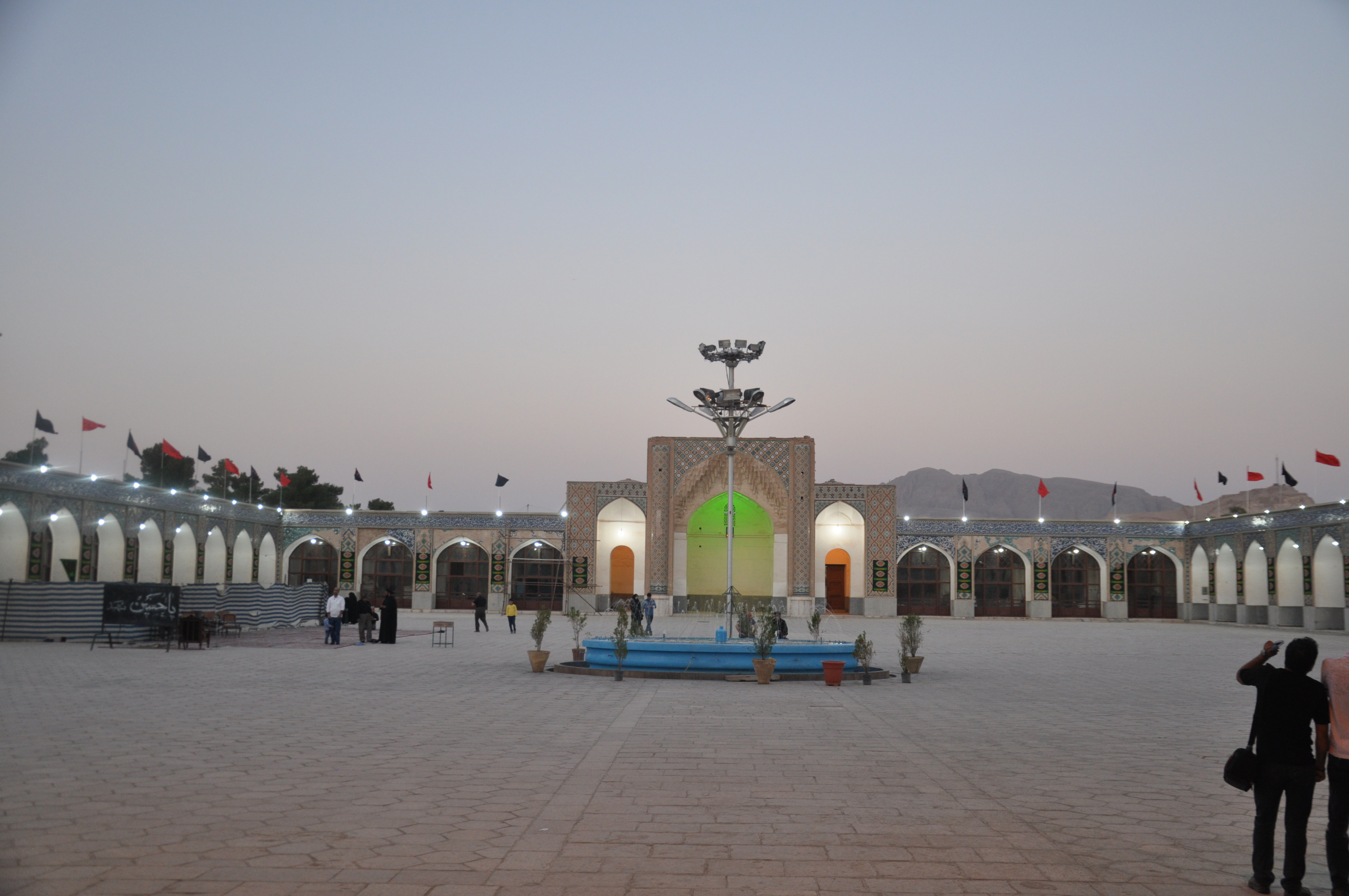
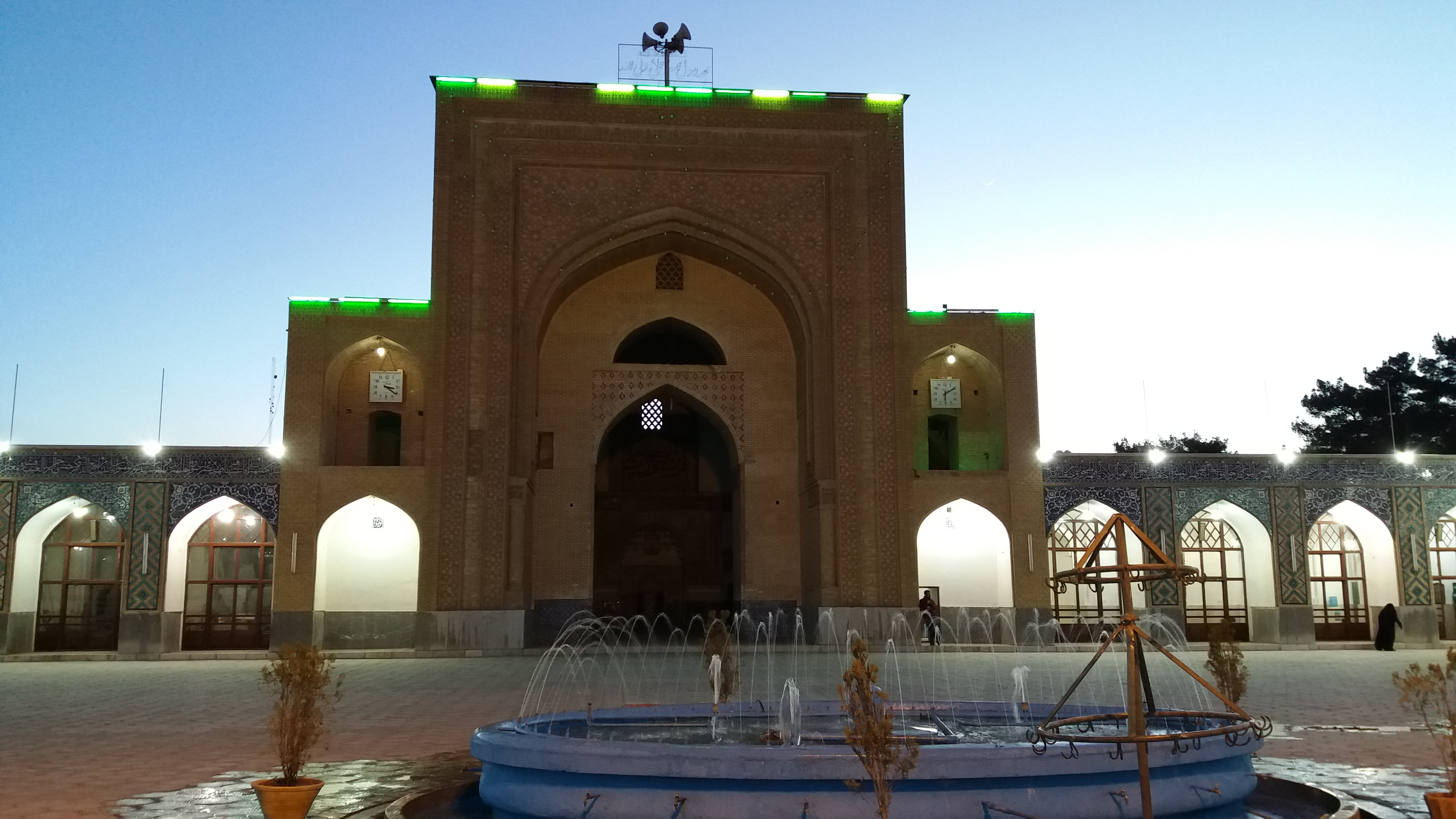
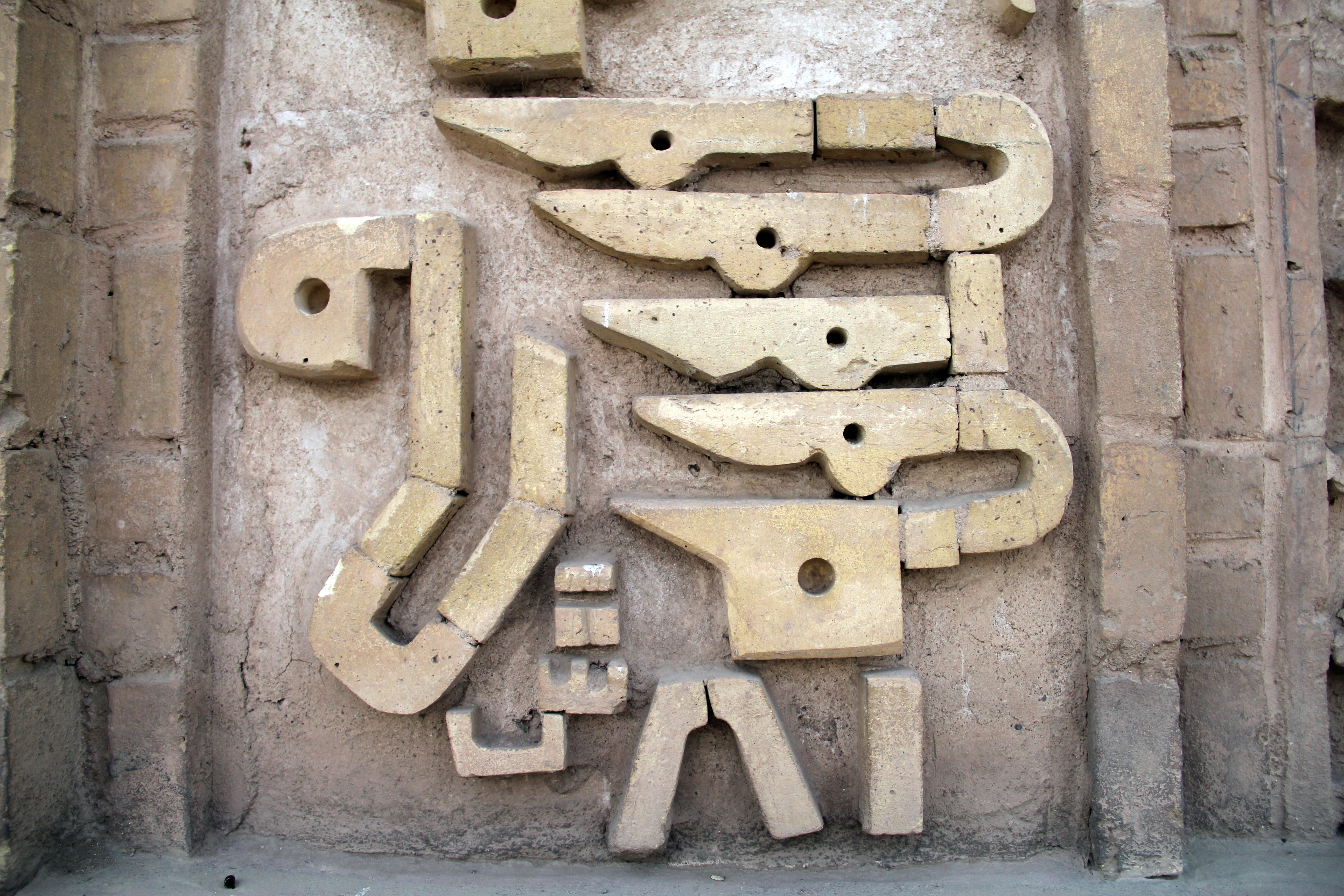
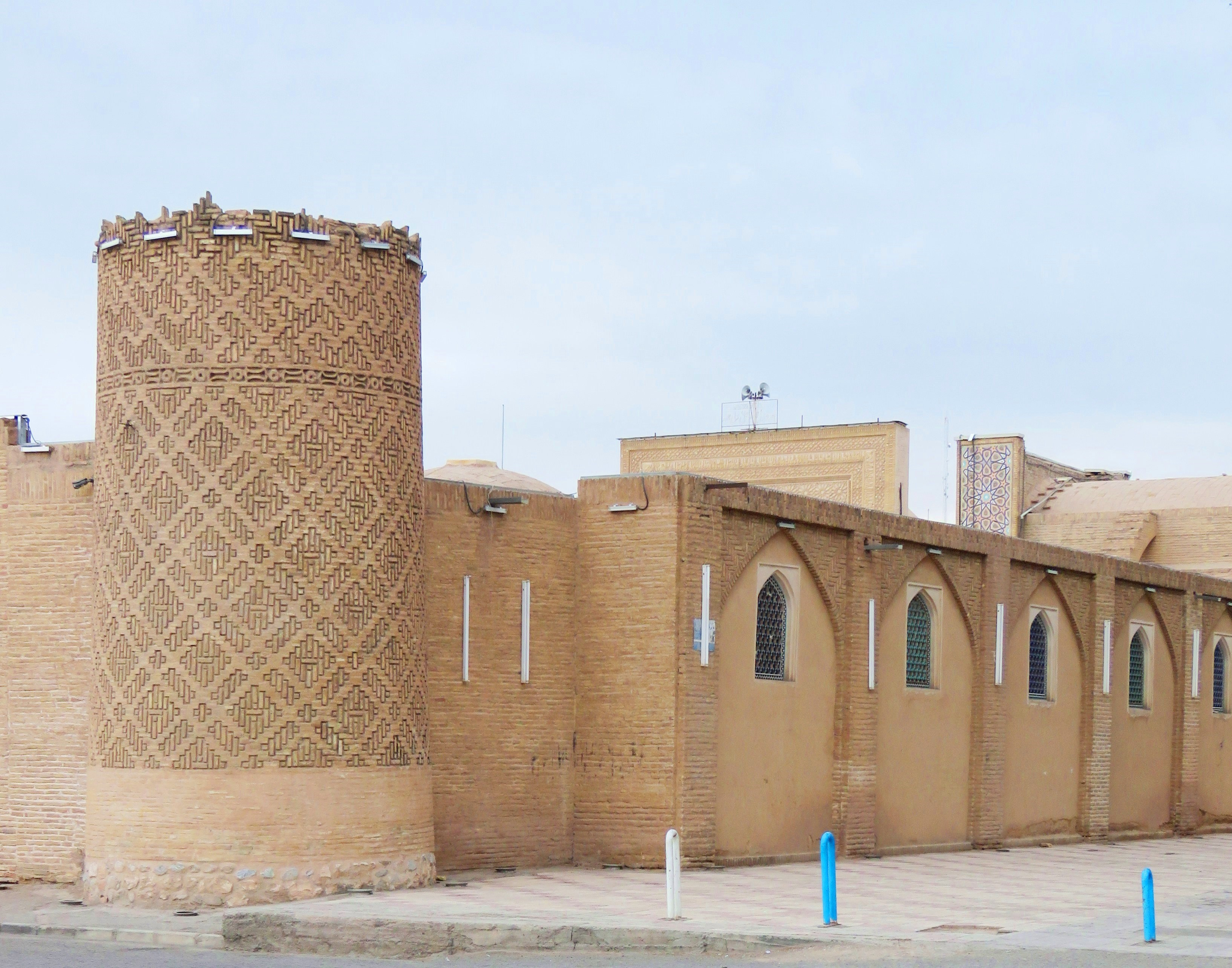
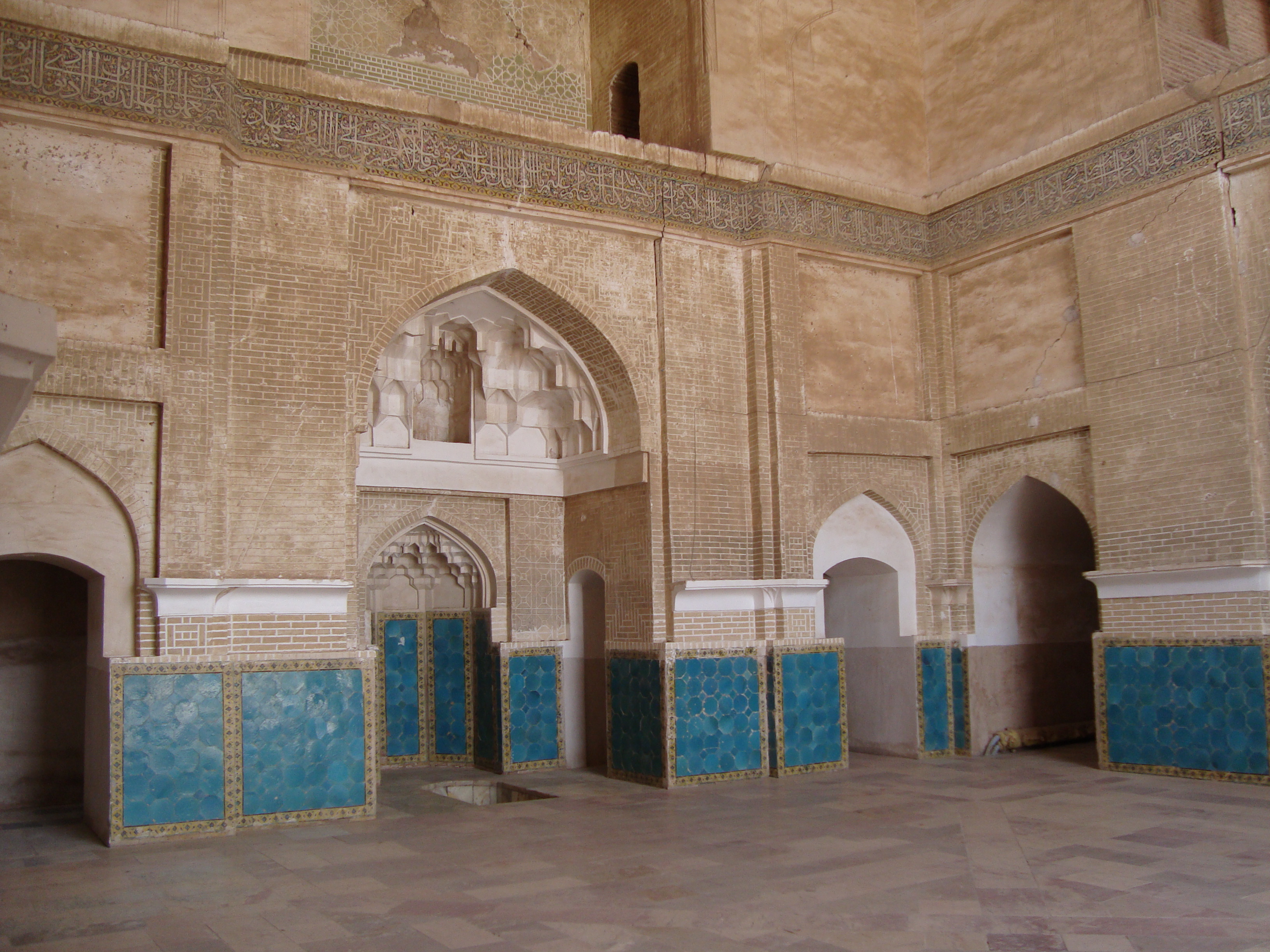
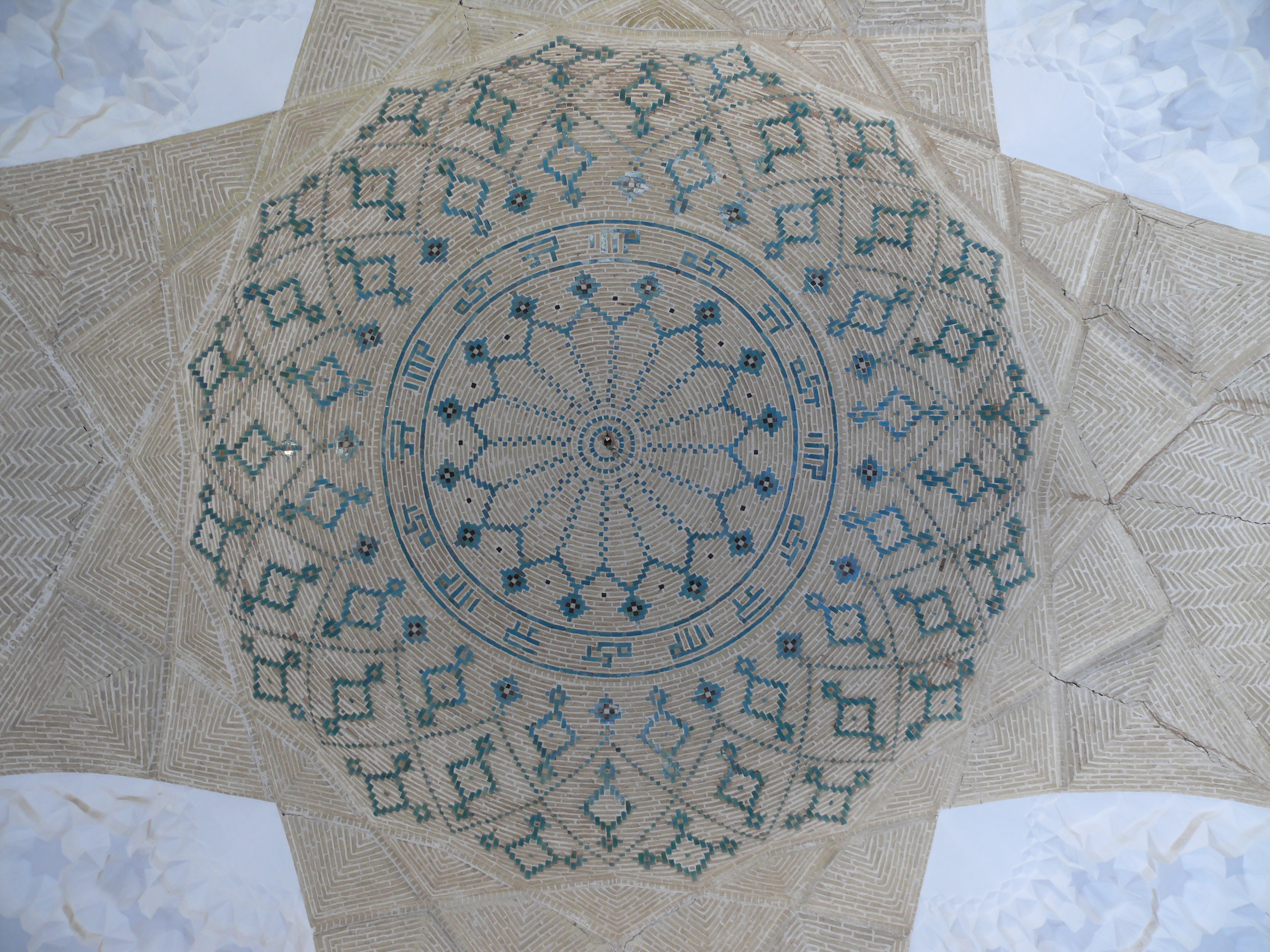
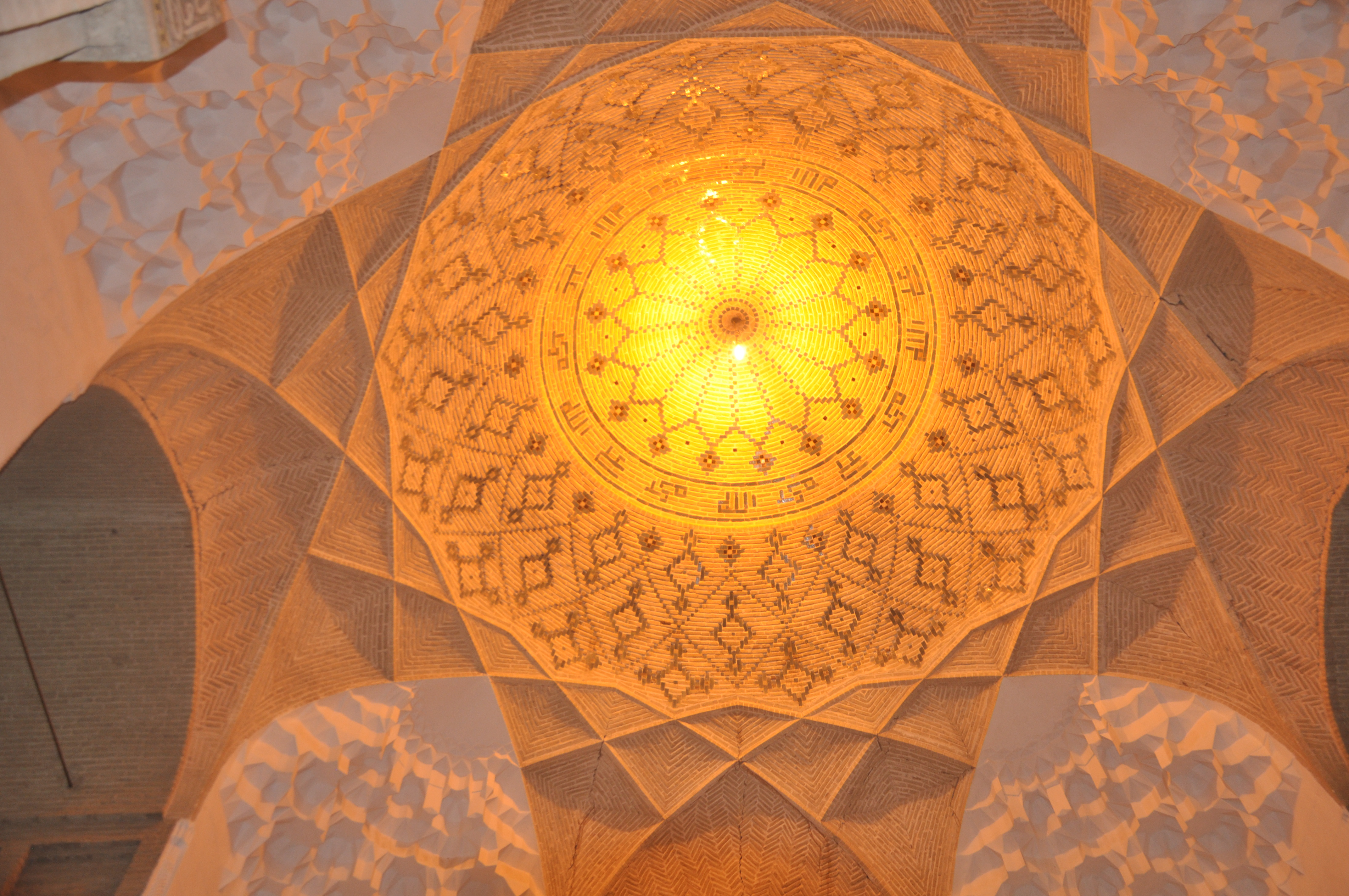